# 天地開闢 (アイヌ神話)
天地開闢（てんちかいびゃく）では、アイヌ民族における天地開闢と国造り神話について説明をする。
以下は、1858年（19世紀中頃・本州の時代区分でいう幕末）の夏に、タツコプ・コタン（現夕張郡栗山町字円山）の83歳になるエカシ＝おじいさん（1775年前後の生まれ）が松浦武四郎のために夜通し炉辺で詠ったユーカラを記録したものの現代語訳である。また、東蝦夷地（北海道南部）における伝承であり、西蝦夷地（北海道北部）については語られていない。

## 天地（空・島）とカムイの始まり
昔、この世に国も土地もまだ何もない時、ちょうど青海原の中の浮き油のような物ができ、これがやがて火の燃え上がるように、まるで炎が上がるように、立ち昇って空となった。そして後に残った濁ったものが、次第に固まって島（現北海道）となった。島は長い間に大きく固まって島となったのであるが、その内、モヤモヤとした氣が集まって一柱の神（カムイ）が生まれ出た。一方、炎の立つように高く昇ったという清く明るい空の氣からも一柱の神が生まれ、その神が五色の雲に乗って地上に降って来た。
- 別のユーカラによる大地創造については、「アイヌモシリ」を参照。こちらでは大地創造以前から神々がいて、男神と女神の二柱によって島が創造されたとし、動物に関しても、後述の白色の雲によって生み出されたのではなく、粘土によって生み出されたとする。
- 「北海道アイヌ」とは別に、「千島アイヌ」には、千島列島全島を創造した柱であるコタンヌクルというカムイ（千島の創造神）の語りが伝えられており[1]、アイヌの創造神話体系は一様ではない。

### 五色雲による世界の構築
この二柱の神達が五色の雲の中の青い雲を（現在の）海の方に投げ入れ、「水になれ」と言うと海ができた。そして黄色の雲を投げて、「地上の島を土でおおいつくせ」と言い、赤い雲を投げて、「金銀珠玉の宝物になれ」と言い、白い雲を投げて、「草木、鳥、獣、魚、虫になれ」と言うと、それぞれのモノができあがった。

### 多くのカムイの誕生
その後、天神・地神の二柱の神達は、「この国を統率する神がいなくては困るが、どうしたものだろう」と考えていられるところへ、一羽のフクロウが飛んで来た。神達は「何だろう」と見ると、その鳥が目をパチパチして見せるので、「これは面白い」と二柱の神達が、何かしらをされ、沢山の神々を産まれたという。

### 日の神と月の神
沢山の神々が生まれた中で、ペケレチュプ（日の神）、クンネチュプ（月の神）という二柱の光り輝く美しい神々は、この国（タンシリ）の霧（ウララ）の深く暗い所を照らそうと、ペケレチュプはマツネシリ（雌岳）から、クンネチュプはピンネシリ（雄岳）からクンネニシ（黒雲）に乗って天に昇られたのである。また、この濁ったものが固まってできたモシリ（島根）の始まりが、今のシリベシの山（後方羊蹄山）であると言う。
- 『蝦夷島奇観』では、ノツカマップ＝根室半島の首長であるションコの話として、シリベシ山（後方羊蹄山）を「最初の創造陸地」としている点で伝承が同じである。多くのアイヌがこの地を始まりの地と認識していた事が分かる。
- ペケレは「明るい」を意味し、チュプは「太陽」を意味する。一方、クンネチュプは、直訳すれば、「黒い太陽」である。

### 神々による文化の始まり
沢山生まれた神々は、火を作ったり、土を司る神となったりした（最初から役割が定まっていないのが特徴）。火を作った神は、全ての食糧＝アワ・ヒエ・キビの種子を土にまいて育てる事を教え、土を司る神は、草木の事の全て、木の皮をはいで着物を作る事などを教えた。その他、水を司る神、金を司る神、人間を司る神などがいて、サケを取り、マスをやすで突き、ニシンを網で取ったり（この神は江差に祭られている姥神と考えられている）、色々と工夫をして、その子孫の神々に教えられた。

### アイヌの創造と人祖神降臨
こうしてアイヌモシリは創造され、次いで他の動物達も創造される。さらに神の姿に似せた「人間（アイヌ）」も創造される。その後は、神々の国と人間界とを仲介する人祖神アイヌラックル（オキクルミ・オイナカムイ）が登場する事となる（日本神話でいう天孫降臨神話に近い）。彼は沙流（サル）地方（現日高・平取町）に降りた。
- アイヌラックルに関する神話は各地によって差異がある。
- 沙流地方に降りたとする神話では、父母の神に頼み、モシリ（国土）に降りたとする（初めから天神として語られている）。この時、アイヌはまだ火の起こし方も知らなかったとされている。

## 備考
- 『古事記』における日本神話と内容が類似する。
- 雌岳の方に日の神が向かったことからも、太陽神が女性の方を連想させる。また日の神・月の神は、共に地上で誕生し、黒雲で空に昇ったとしている。
- 語りに出る「金を司る神（カムイ）」を金属神と捉えた場合、北海道に鉄器が伝来・普及した時期を考慮しても、日本神話より成立が古いと考えるのは難しい（日本最古の鉄器出土例は九州北部の前4世紀の鉄斧片）。
- 多くのカムイが産まれたきっかけとしてフクロウが登場する（動物の中でも早い段階で創造されている）。
- カムイには子孫が存在することから人間と同様に寿命が設定されている。
- 「カムイに似せて人を創った」とする考え方は日本神話より西洋諸国に見られる。
- 天地（空・島）の後に二柱のカムイと海が形成された（神名はない）。一方日本神話においては、国産みの神たるイザナギ・イザナミの親神より以前に葦が自然に生じており、植物の方がいち早く産まれている。
- 「五色雲」は青・黄・赤・白・黒の色から成り、五行思想における五色の影響が見られる。
- 青森県八戸市には『或る殿様の娘が島流しに遭い、漂着した島で陸に引き上げてくれた犬と結婚し、出来た子供がアイヌの祖先である』という民話が伝わる[2]。